# Concha Quirós
Concepción Quirós Suárez (Pillarno, 21 de mayo de 1935-Oviedo, 24 de febrero de 2021), más conocida como Concha o Conchita Quirós, fue una librera española. Recibió la Medalla de Plata de Asturias y fue nombrada hija adoptiva de Oviedo entre otros reconocimientos.

## Trayectoria
Nació en la localidad asturiana de Pillarno, en Castrillón, el 21 de mayo de 1935. Hija de Aurelia y Alfredo Quirós, este había fundado en 1921 una librería en Oviedo llamada Cervantes.
Concha Quirós se licenció en Filosofía y Letras y Magisterio. En 1957, pasó a trabajar en la librería de su padre. En 1968 se fue a París para completar su formación, gracias a una beca del Gobierno francés con la que estudió el sistema de gestión literaria y editorial. En 1978, su padre le traspasó la propiedad de la librería, de la que fue propietaria cuatro décadas, consiguiendo que se convirtiera en una las diez librerías con volumen de ventas de España.
En 1980, Quirós impulsó desde su librería el Premio Tigre Juan, un galardón literario. En 1991, fundó la editorial Trea, orientada a publicaciones dirigidas a la docencia así como volúmenes con menos salida en el sector. En 1996 promovió la creación del Premio Alfredo Quirós Fernández, en homenaje a su padre, para reconocer las obras asturianas destacadas. En 2002 impulsó el Foro Cultural y, en 2005, puso en marcha el proyecto «Librerías con Huella».
Fue una de las miembros fundadoras de la Confederación Española de Gremios y Asociaciones de Libreros (CEGAL). Además, fue la primera mujer en conducir un coche en una capital de provincias.
Falleció el 24 de febrero de 2021 en su residencia de Oviedo, días después de sufrir una caída.

## Reconocimientos
En 1996, la librería Cervantes, propiedad de Quirós, fue reconocida por la Cegal con el premio a la Mejor Librería del Año. En el 2000, Quirós fue reconocida por la Asociación Asturiana de Mujeres Empresarias con el Premio Xana de Plata. Dos años después,  la CEGAL le concedió el Premio Librero Cultural por su impulso del «Foro Cultural».
En 2007, Quirós recibió la Medalla de Plata de Asturias del Gobierno del Principado de Asturias. En 2018, Quirós fue homenajeada en Sevilla por el gremio de libreros durante su congreso nacional.Ese mismo año, fue la pregonera de las fiestas de San Mateo, en Oviedo. El 27 de septiembre de 2021 fue nombrada hija adoptiva de la ciudad de Oviedo.